# Califa ibne Saíde de Zanzibar
Califa I ibne Saíde Abuçaíde (Khalifa I bin Said Al-Busaid), GCMG, (1852- 13 de fevereiro de 1890) (em árabe: خليفة بن سعيد البوسعيد) foi o terceiro Sultão de Zanzibar. Ele foi o sucessor de Bargaxe ibne Saíde, governou Zanzibar de 26 de março de 1888 a 13 de fevereiro de 1890, e foi sucedido por seu irmão, Ali ibne Saíde.
Durante seu governo, Zanzibar continuou sofrendo humilhantes perdas territoriais para os europeus: em troca de 200.000 libras esterlinas, ele cedeu a costa de Tanganica à Alemanha. Em 1890, o que sobrou do sultanato foi proclamado um protetorado britânico.